# Soluciones para Barbados
Soluciones para Barbados (en inglés: Solutions Barbados) con potenciales traducciones literales como Soluciones de Barbados o Soluciones Barbados y abreviado como SB, es un partido político minoritario en Barbados. Fue fundado por primera vez por el ingeniero estructural Grenville Phillips II el 1 de julio de 2015 y participó en las Elecciones generales de Barbados de mayo de 2018.
El partido se fundó el 1 de julio de 2015 con un discurso esencialmente antipolítico y antipartidario, criticando el manejo del país por parte del bipartidismo entre el BLP y el DLP. Phillips anunció que ingresaba a lo que conocía como la «trinchera política» para poder impulsar una nueva agenda que permitiera «a todos los barbadenses llevar una vida próspera». Como tal, en el sentido económico promueve un enfoque de austeridad. Asimismo, defiendió la continuidad de la Monarquía de la Mancomunidad de Naciones con Isabel II del Reino Unido como jefa de estado y se opouso del plan para convertir a Barbados en una república en 2021, argumentando la necesidad de un referéndum público que lo aprobó.
El partido apoya la despenalización del consumo de marihuana.
En diciembre de 2021, tras la convocatoria de las Elecciones generales de Barbados de 2022, Soluiones para Barbados declaró que se presentaría como candidato en coalición con otros partidos más pequeños. Sin embargo, el propio Phillips no optó por presentarse como candidato a un cargo electivo.

## Elecciones
Soluciones Barbados se presentó a las elecciones generales de 2018 con una lista de 28 candidatos. El partido obtuvo el 2,7% de los votos, pero no obtuvo ningún escaño.
| Elección | Líder del partido     | Votos | %    | +/– | Posición | Gobierno           |
| -------- | --------------------- | ----- | ---- | --- | -------- | ------------------ |
| 2018     | Grenville Phillips II | 1913  | 2,7  | 0   | 3.º      | Extraparlamentario |
| 2022     | Grenville Phillips II | 699   | 0,61 | 0   | 4.º      | Extraparlamentario |